# Sociální inovace
V sociologii, sociální inovace nebo společenská inovace je proces vytváření, prosazování a rozšiřování nových sociálních praktik v různých oblastech společnosti jako jsou pracovní právo, vzdělání, zdraví a vývoj komunit, které posilují občanskou společnost.